# ファーガソン暴動
ファーガソン暴動（ファーガソンぼうどう、英: Ferguson unrest）は、アメリカ合衆国ミズーリ州ファーガソンで起こったマイケル・ブラウン射殺事件を受けて事件翌日の2014年8月10日より始まった、一連の抗議行動および暴動である。
きっかけとなった射殺事件の詳細が明らかになるにつれて抗議が拡大したため、当時の市長は夜間外出禁止を発出し、警察はSWATを市内に配備するなどして沈静化を試みた。
しかし、平和的な抗議行動と共に、深刻な略奪と暴動が事件現場付近ならびに市内全域で発生。また、ファーガソンでの暴力的抗議に対処する際の警察武装に対し、報道陣を中心として非難が強まった。
そして2014年11月24日には､大陪審がウィルソン警官の不起訴を決定したことを受けて、暴動が再度起こった。ブラウン射殺事件の一周忌でも短期で再発した。審議の結果、米国司法省は､ウィルソンが自衛の為にブラウンを射殺したと結論づけた。
この暴動は法執行官とアフリカ系アメリカ人との関係、警察の軍事化、ミズーリ州や全米各地の武力行使法令などに関する激しい議論を国内で巻き起こした。繰り返される実力行使的な動きは、現代の債務者監獄、営利目的の警察執行、学校分離といった論点にも影響を広げていった。
射殺事件と一連の暴動を受け、米国司法省は、ファーガソン警察の執行実務における調査を実施した。2015年3月、″特にアフリカ系アメリカ人を差別して人種的ステレオタイプを「違法行為のパターン」に適用することにより、ファーガソン警察が同市民に対して間違った業務執行をしていた″との判断を米国司法省が発表した。このほか、ファーガソン市は、警察によって集められる罰金や科料を歳入として当てにしていることも判明した。

## 背景
18歳のアフリカ系アメリカ人男性であるマイケル・ブラウンは、ファーガソン警察に勤務する28歳の白人警官ダレン・ウィルソンと遭遇してしまい、射殺された。付近のコンビニエンスストアで強盗と暴行の通報があった後にウィルソン警官は到着しており、警察無線局が被告のことを説明済みだった（後に防犯カメラからマイケル・ブラウンと特定された）。
ウィルソン警官の供述では、ブラウンとその友人ドリアン・ジョンソンが車道の真ん中を歩いて家に向かっている場面を目撃し、車道ではなく歩道を歩くよう彼とその友人に要請したという。彼らがウィルソンに従わなかった際、ウィルソン警官はブラウンのシャツや葉巻の箱が強盗通報の説明と一致していることに気づき、ブラウンとジョンソンの事件関与を疑った。そしてマイケル・ブラウンを尋問しようとした時に、襲われてしまった。揉み合いになり、ブラウンはウィルソン警官の所持する武器を奪うことに成功する寸前だった。揉み合っていたため発砲され、かすり傷を負ったブラウンは逃走した。ウィルソンは少しだけブラウンを追跡して体の前側だけに発砲し、最終的にはブラウンがこちらに向かってきた際に、彼を射殺した。数ヶ月に及ぶ審議の後、大陪審はこの事件でウィルソン警官を刑事告発しない決定を下した。
銃撃事件での警察対応は、情報を一般公開するペースが遅かったこともあり、猛烈な批判を受けた。大陪審が受理および審査した文書の多くは、大陪審がウィルソン警官を不起訴処分にした時に公開された。

## 経緯

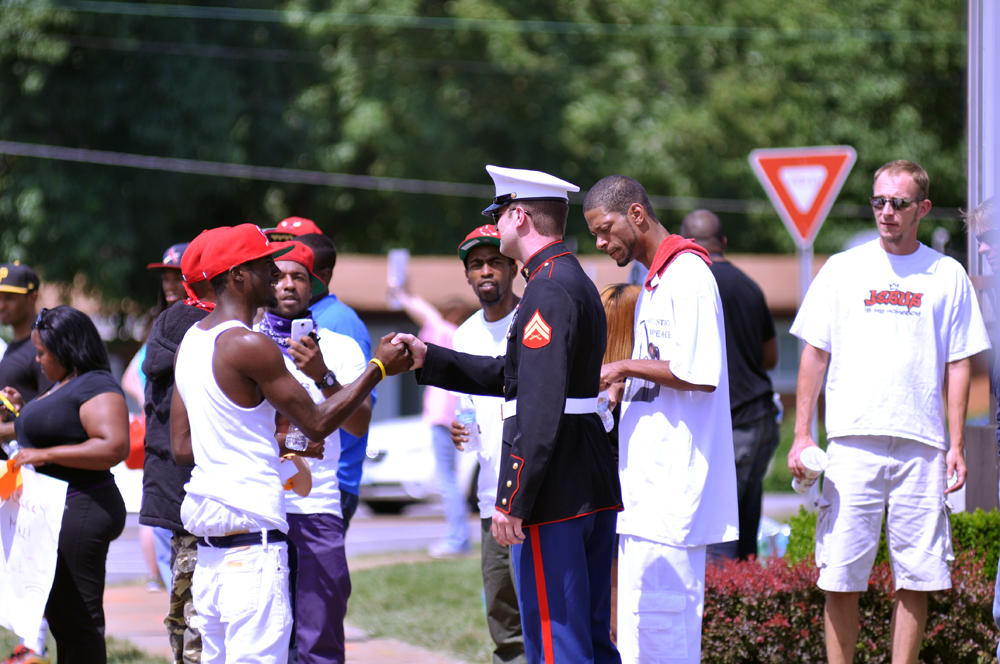
抗議者に励ましの言葉を掛ける米海兵隊員

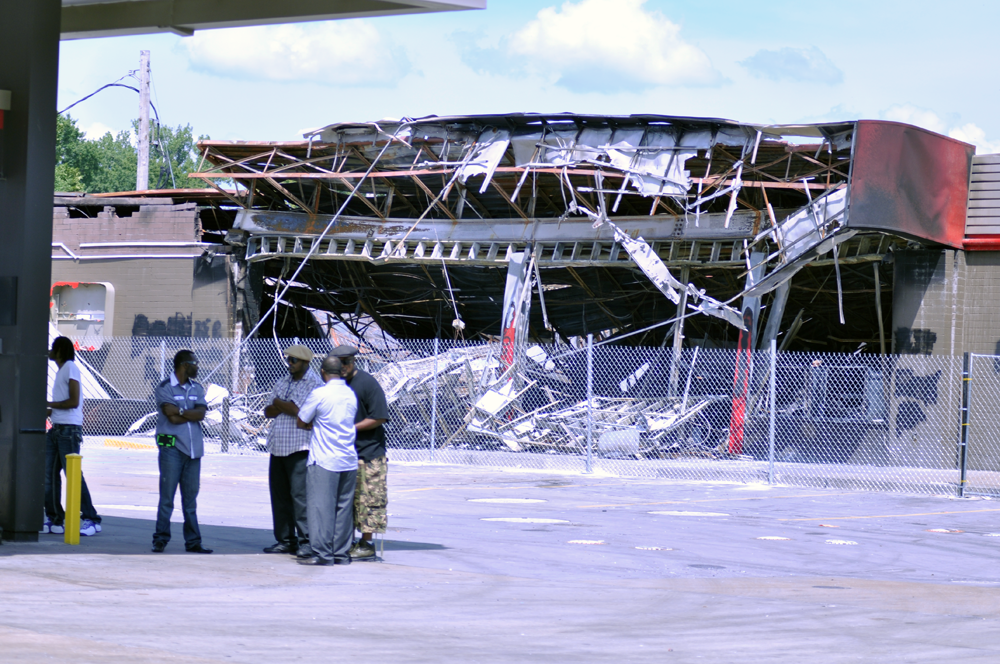
略奪され、全焼したファーガソンのガソリンスタンド

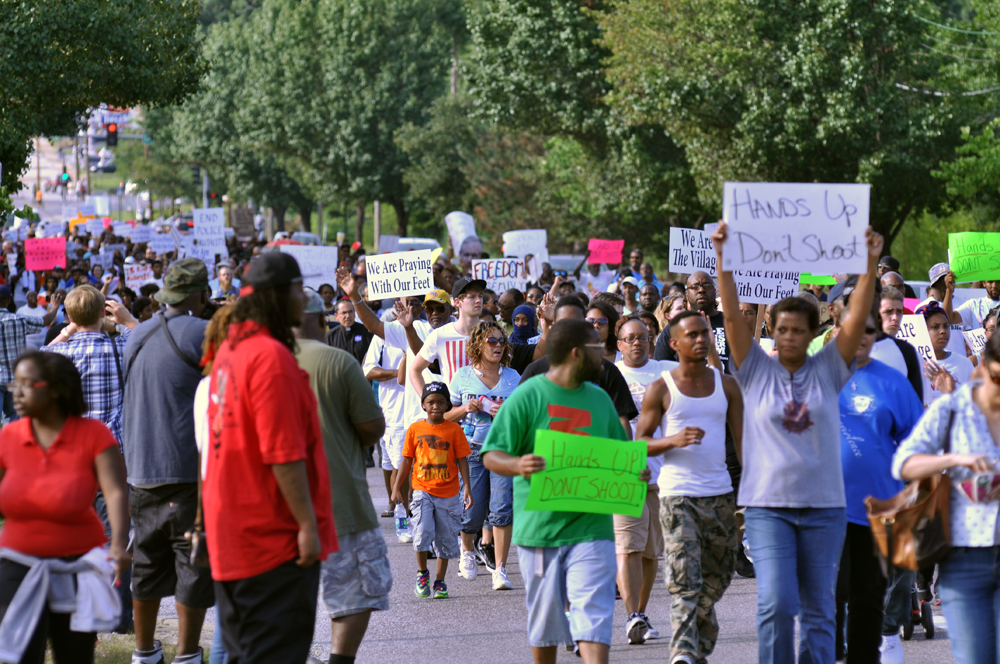
2014年8月14日のファーガソンでの抗議行動

### 2014年8月
8月9日（射殺事件当日）の夕方、住民らはブラウンが亡くなった場所に花と蝋燭で仮設慰霊碑を作った。マザー・ジョーンズ誌によると、所属不明の警官がそこで警察犬に小便をさせたり、パトカーが仮設慰霊碑に追突したりした。同誌はこれらの事件が、目撃した人々の間の緊張を高めたと報じ、ミズーリ州議員のシャロン・ペースは「このことが群衆の人々を激怒させ、私を激怒させた」と同誌に語った。
8月10日、日中の追悼式は平穏に始まったが、夜のキャンドル・ビジルを終えて一部の人々が直情的になった。現地警察署は暴動鎮圧用装備を着けた警官約150名を招集した。一部の人々が商店を略奪したり車両を破壊するようになり、市街地への交通遮断をしようとする警察官と睨み合いになった。少なくとも12の商店が略奪または破壊され、Quik TripのほかLittle Caesarsなどのコンビニエンスストアとガソリンスタンドが放火された。一部の略奪行為は活動家ウマル・リーによりビデオ撮影されていたため、30人以上の逮捕につながった。逮捕された人達は、暴行、強盗、窃盗の容疑で起訴された。警察は暴動鎮圧装備やヘリコプターなどを活用して、午前2時までに群衆を離散させ、この出来事の最中、警官2名が軽傷を負った。
8月11日、警察は略奪者により昨晩放火されたコンビニの焼け跡で群衆を追い払うため催涙ガスを使用した。報道によると、ファーガソンで発砲があり、5人が逮捕された。一部の抗議者は警察官に岩を投げ、警察は催涙ガスとビーンバッグ弾を発射して抗議者達を対処した。
8月12日、数百人の抗議者が郡庁所在地のクレイトン (ミズーリ州)に集まり、銃撃に関与した警官の刑事訴追を求めた。ファーガソンの抗議者は標語を掲げ、撃たれた瞬間にブラウンが降伏しようとして手を挙げたという目撃証言を模して、多くの人が「撃つな」と叫びながら両手を上に挙げていた。警察によると、一部の抗議者が警官に火炎瓶を投げつけてきたため、群衆を追い払うため催涙ガスの使用もやむなしとされた。その翌日SWAT隊の警官約70名が到着し、その夜に警察は発煙弾、スタングレネード、ゴム弾、催涙ガスを使って群衆を追い払った。現地ラジオ局(KARG Argus Radio)によって記録されたビデオ映像には、ファーガソン警察が住宅街に向けて催涙ガスを発射し、報道記者に記録を中止するよう命じる様子が映っている。
8月12日から13日にかけて、警察官は抗議者や報道記者の列に催涙ガスやゴム弾を発射した。少なくとも7人の抗議者がその晩に逮捕された。8月12日の夜、平和的な抗議者が警察によって頭を撃たれたが死亡には至らなかった。一命をとりとめたミヤ・アーテン=ホワイトは、弁護士がいない状態で警察と話すことを拒否した。市当局は、現在進行中の警察の捜査に関する州法を引用して、弾道報告書ほかの捜査記録を記者に提供することを拒否した。
8月13日の夜、デモ隊が火炎瓶を含む投擲武器を警察に投げつけたため、警察は催涙ガスと発煙弾を発射した。事態収束の間に、ワシントン・ポストやハフィントン・ポストの記者ウェズリー・ロウワーとライアン・J・レイリーが逮捕された。同紙編集主幹のマーティン・バロンは「記者の逮捕に正当理由は全く存在しない」との声明を発表し、警察の行動は「全くの不当であり、ニュースを取材する報道の自由に対する暴挙だ」と語った。その夜、ファーガソンでの抗議行動を取材していたアルジャジーラ・アメリカの特派員達も警察のSWAT隊から催涙ガスやゴム弾で撃たれ、記録機器を分解されてしまった。アルジャジーラ・アメリカも「報道の自由に対する悪質な暴挙だ」との声明を発表した。SWAT隊は翌14日に「メディア報道の妨害を意図したものではない」とする記者発表を行った。

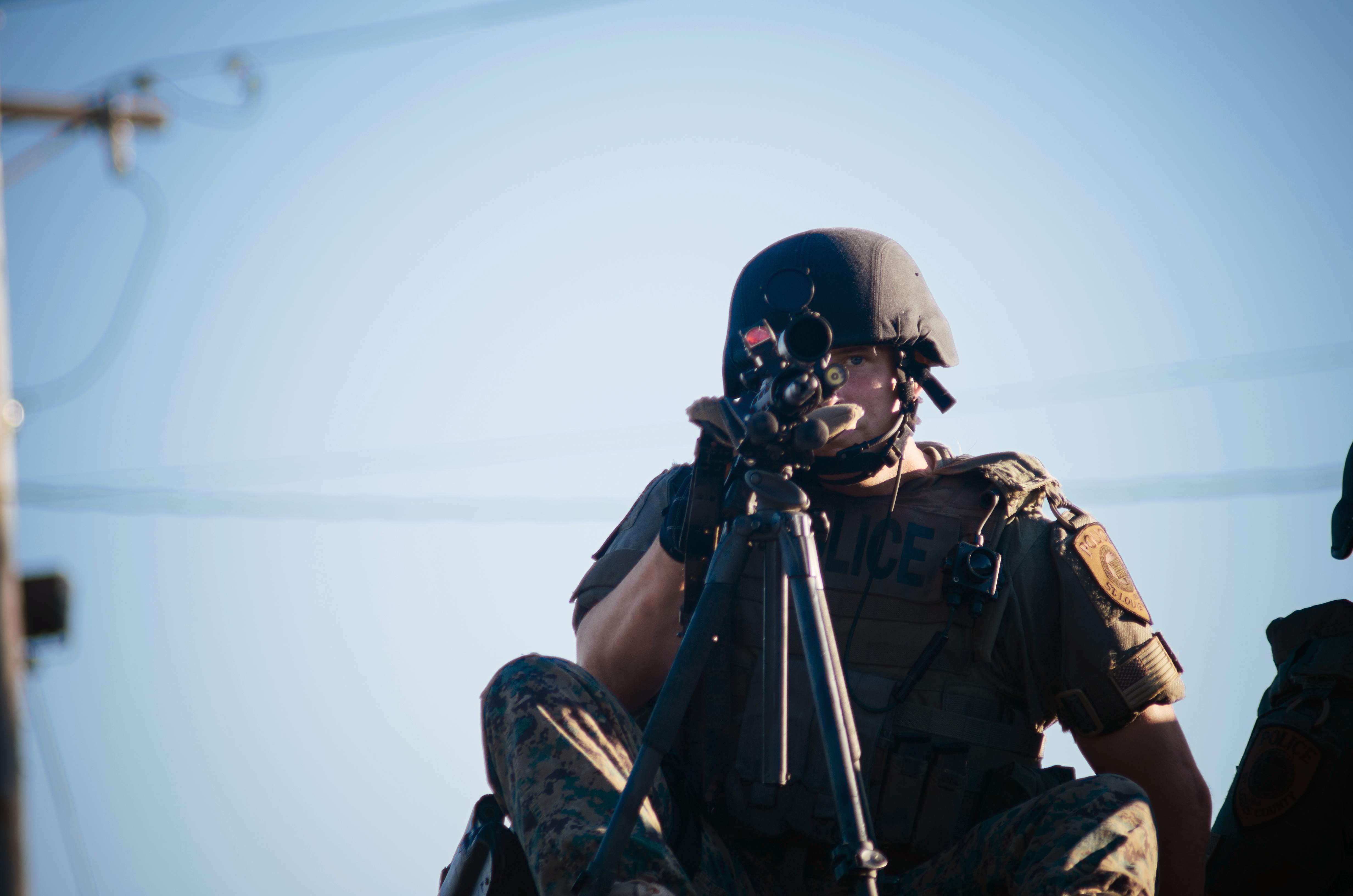
装甲車の上で構える警察の射撃手

ファーガソン警察署長のトム・ジャクソンはメディア弾圧を否定した。米国大統領バラク・オバマは「警察が平和的な抗議行動に対して過度の武力を行使したり抗議者を収監した理由が修正第1条の合法的な権利行使だというのは弁解にならない。ここアメリカ合衆国では、自分の職務をこなして自らが目撃したものを米国民に伝えようとしている報道記者を、警察が恫喝したり逮捕すべきではない」と語り、修正第1条違反に対処する旨の声明を発表した。
ソーシャルメディア向けに抗議行動を記録していたセントルイス市議会議員のアントニオ・フレンチもファーガソンで警察に逮捕された。違法な集会にいたため逮捕されたとの事だったが、翌14日に釈放され、最終的に彼は起訴されなかった。
報道の自由を目指す記者団委員会 (The Reporters Committee for Freedom of the Press) は、抗議行動を取材する報道記者へのハラスメントに抗議するためファーガソン警察に書簡を送った。

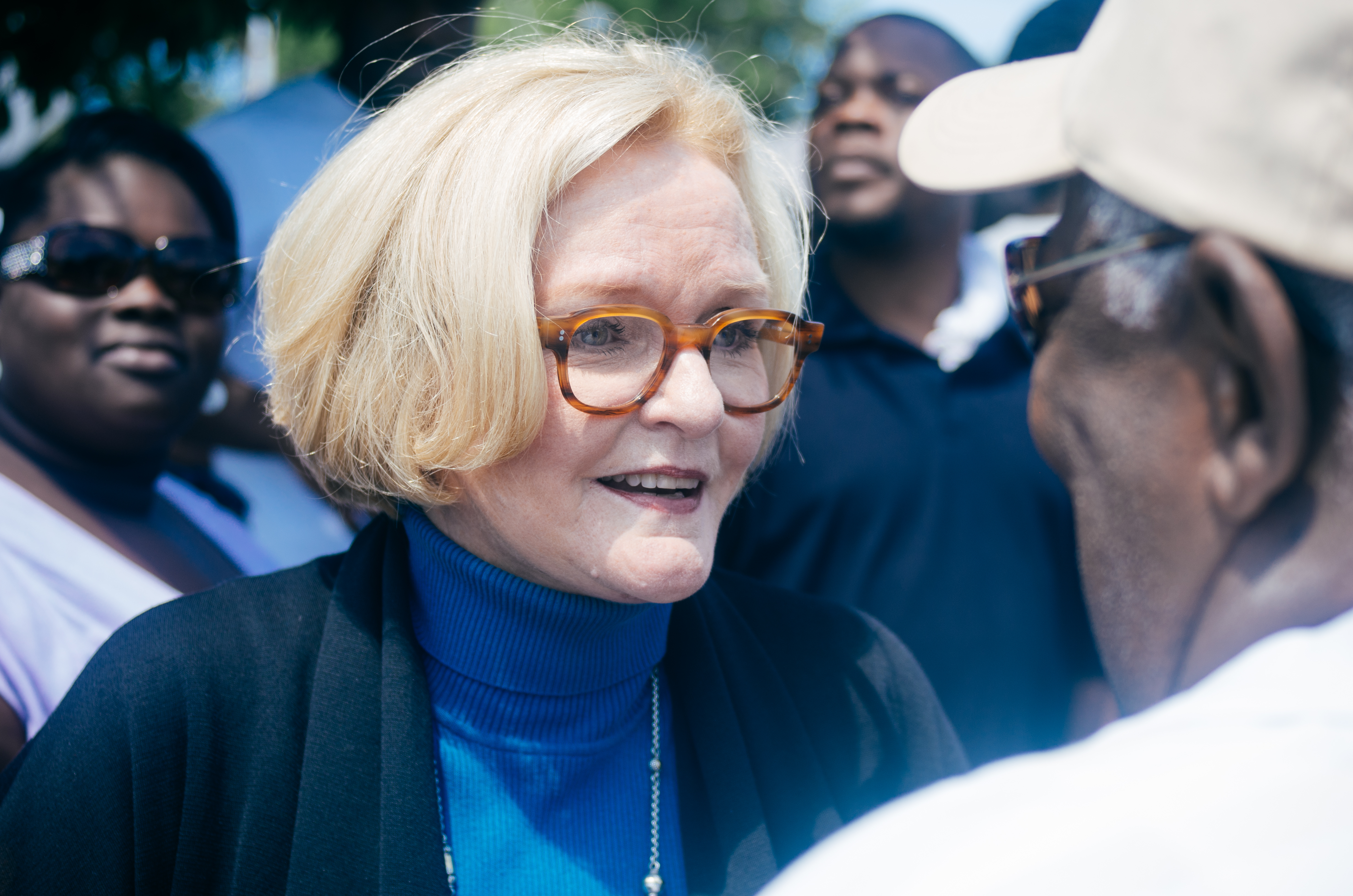
ファーガソンで抗議者と話をするクレア・マカスキル米上院議員

8月14日、クレア・マカスキル上院議員は「警察の軍事化が抗議者の対応をエスカレートさせた」と述べた 。セントルイス警察署長のサム・ドットソンは、発言がなされたような軍隊式の警察執行を自分は採用していない筈だと主張した。署長によれば「自分が目撃したものは都市で行うような軍事戦術にあたらないものであり、私は自分がやらないだろう状況に警官達を決して配備しない、と自分に言い聞かせている」とのことだった。これ以外にも、ドットソンはレイシャル・プロファイリングの懸念からファーガソン市や郡警察との協力に消極的だったとされ、例えば電子メールのやりとりでは「私達は戦術支援を取り止めたので、火曜日と水曜日に戦術資源をファーガソンに送りませんでした。私達の支援は、交通誘導をしたり歩行者と運転手の安全を見守る警官4人だけです」などと記されている。

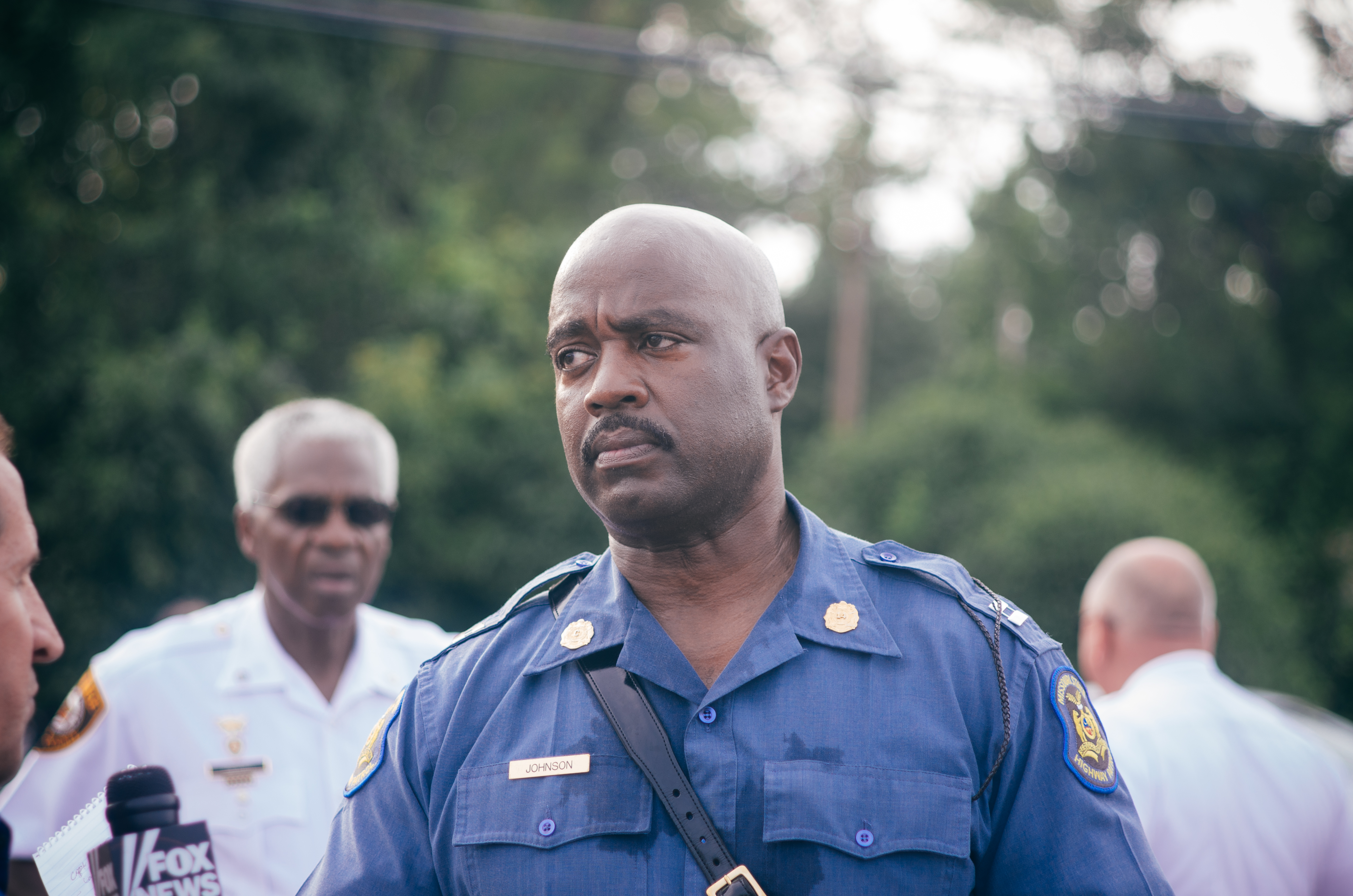
ミズーリ州ハイウェイパトロールの隊長ロナルド・S・ジョンソンがファーガソンでの法執行管轄権を引き継ぐよう要請された

ミズーリ州知事のジェイ・ニクソンは記者会見で、ミズーリ州ハイウェイ・パトロールがファーガソンでの警察執行をセントルイス郡警察から引き継ぐことになり、同警察は「必要な場合に限り」武力を行使し、一般的に「少し後退することになる」と語った。彼は、ファーガソンの警備がハイウェイパトロール隊長のロナルド・ジョンソン（アフリカ系アメリカ人）よって監督されると語った。セントルイス郡の検察官ロバート・P・マッカロックは「知事にはそれを行う法的権限がなく、郡警察を否定するのは恥ずべきことだ」と 知事の決定を批判した。8月14日の夕方、ジョンソン隊長は一緒に歩いてファーガソンでの大規模な平和行進を導いた。 

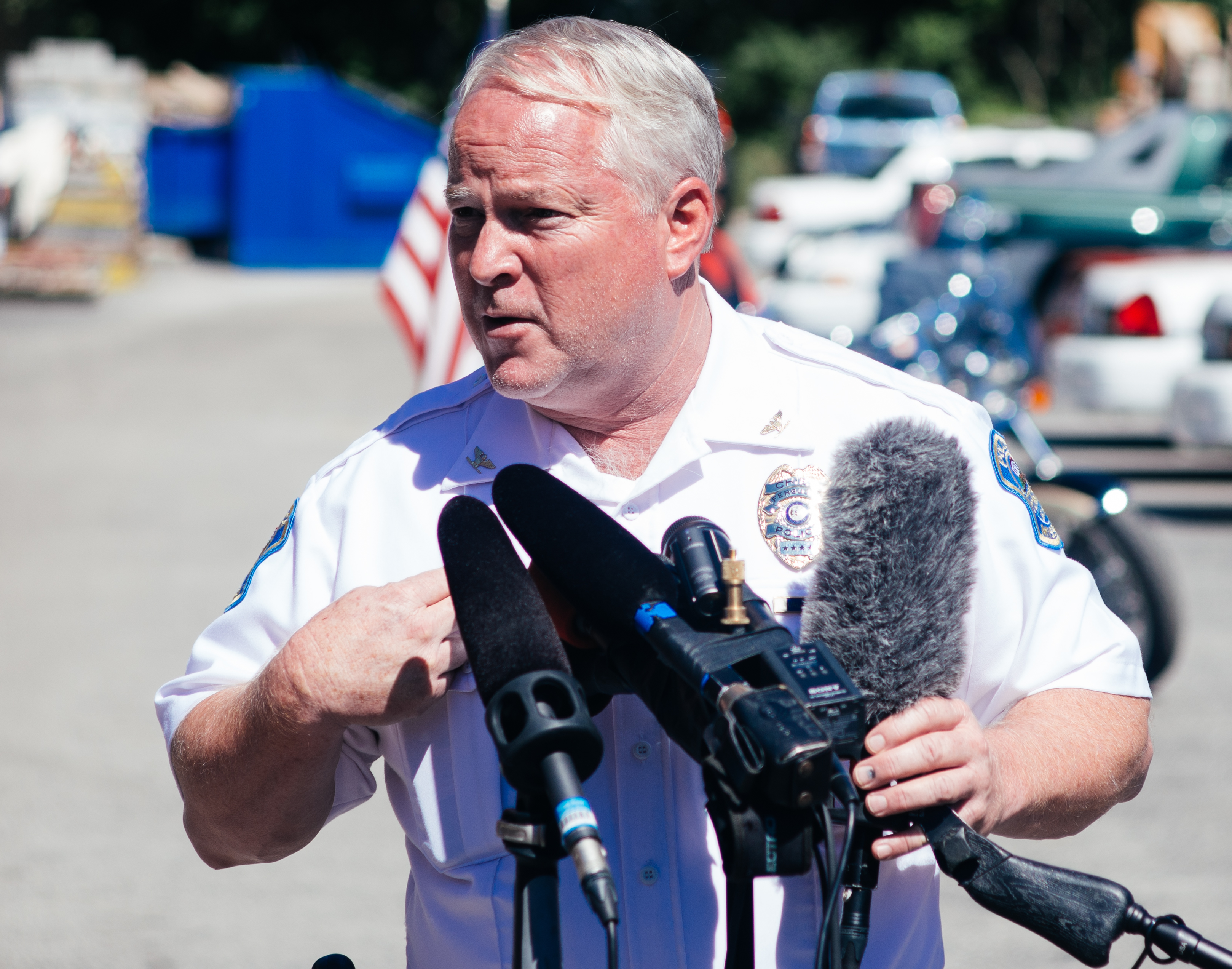
記者会見を行うファーガソン警察署長のトム・ジャクソン。2014年8月14日

ブラウン射殺事件から約1週間後となる8月15日の記者会見で、ファーガソン警察署長のトム・ジャクソンが銃撃に関与した警官の名前を発表した。ジャクソンはその前置きとして、銃撃の数分前に現場付近でコンビニエンスストア強盗事件が起こっており、射殺されたブラウンが強盗に関与した被疑者であると説明した。数時間後にあらためて記者会見を開いたジャクソンは、ウィルソンがブラウンを呼び止めた時には強盗犯だと気付いていなかったと述べた。
15日の夜、警察が午後11時頃に到着するまで「ほとんど追悼式のやり方」で抗議行動が続いた。翌未明の1時30分、暴徒がコンビニエンスストア（射殺前にブラウンが強盗を働いたと公表されたFerguson Market & Liquor）および付近の商店に押し入って略奪を行った。その後、押し入られた商店の出入り口近くに集まって更なる略奪行為を防ごうとした抗議者や見物人らの一団もいた。

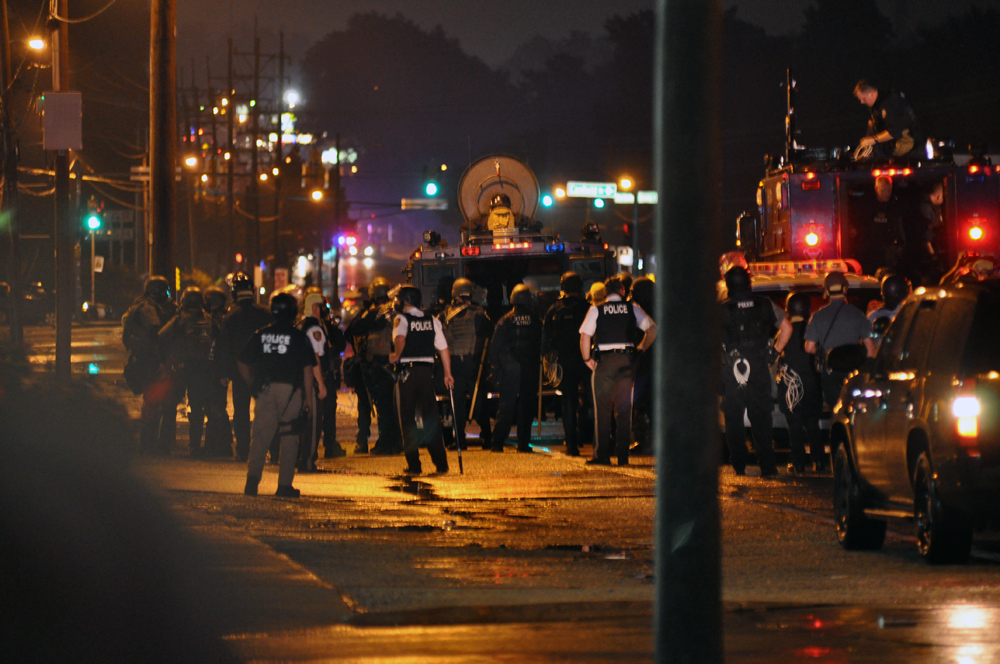
市民暴動に対処する法執行機関。2014年8月17日

前夜の略奪と混乱を受けて、8月16日にニクソンは記者会見で非常事態宣言を行い、ファーガソン市内では午前0時から午前5時まで夜間外出禁止令が導入された。法執行官が自らの軍事めいた戦術で暴力を扇動した、と語る一部住民もいた。警察は装甲トラックや催涙ガスで夜間外出禁止を強制するつもりはなく、抗議者と連絡を取って門限前に立ち去る時間と機会を与える予定である、とジョンソンは語った。
8月17日未明、事前の約束にもかかわらず催涙ガスや機動隊が対処に用いられた。抗議者の一人は警察に撃たれて重傷を負った（警察側は発砲していないと主張）。他に7人が逮捕された。その日の朝、ミズーリ州ハイウェイパトロールの広報官は夜間外出禁止が2日間延長されると発表した。

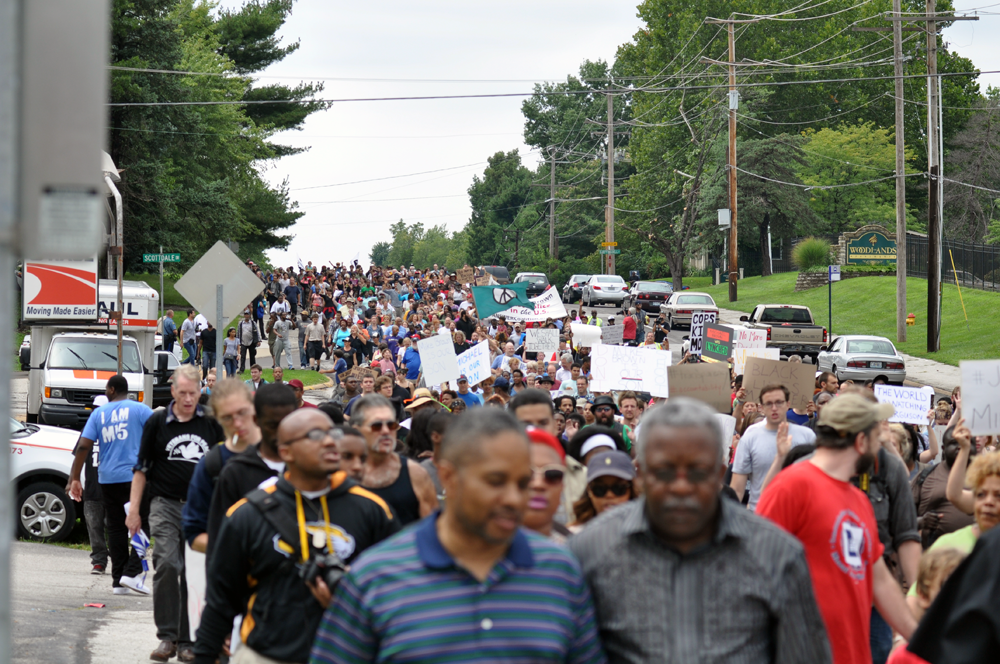
ファーガソンでの抗議行動。2014年8月17日

8月18日、夜間外出禁止の時間帯に激しい衝突が発生したことを受けて、ニクソン州知事は州兵に「平和と秩序を回復し、ファーガソンの市民を守る」よう要請する行政命令を出した。ニクソンはまた、8月18日の夜について外出禁止令を実施しないと発表した。アムネスティ・インターナショナルは人権活動家13名を派遣し、当局側との会談を求めるとともに、現地の活動家に非暴力的な抗議方法の訓示を施した。エリック・ホルダー司法長官から事件について説明を受けた後、オバマ大統領はそこでの暴動を監視するためホルダーをファーガソンに派遣した。その夜、数百人の抗議者が（一部は瓶を投げながら）警察による人の壁に突進した後、ドイツ人記者を含む78人が逮捕された。
8月20日、エリック・ホルダー司法長官はファーガソンに出向いて、現地住民やブラウン遺族と面談した。昨晩の逮捕者47人に対し、この日逮捕されたのは6人だけだった。ニクソン州知事は、社会不安の改善を確認した後の8月21日に州兵をファーガソンから撤退させた。 8月23日、抗議行動は平和的な活動を続けたが、さらに3人が逮捕された。同日、「私はダレン・ウィルソン」という警官ウィルソンを支持する50-70人の集会がファーガソンで開催され、8月25日時点で、オンラインのクラウドファンディング活動で支持者から40万ドル近くが集まった。このオンライン活動は人種差別的なコメントを多数呼び寄せてしまい、同ウェブサイトはコメント欄の閉鎖を余儀なくされた。
ブラウンの遺族は、8月25日に予定されている葬儀に弔意を示して抗議を丸1日中断するよう支持者に求めた。「私が明日に望むことは、息子を安らかに横たえる時間の平和だけです。お願いします、それが私の要請する全てです」とブラウンの父親は語った。礼拝には2,500人が式場を埋め尽くすなど数千人が参加し、葬儀では推定2,000人が教会敷地内に参列した。

### 2014年9-12月
9月23日早朝、射殺現場の道路上にあるマイケル・ブラウンの献花台が全焼した。抗議者達が現場に集まり、献花台が再設置された。 その日の夕方、数百人の抗議者が集まって警察署長ジャクソンの辞任を求めた。ジャクソンは抗議行動に対処しつつブラウン殺害後に変化が起きていることを説明し始め、群衆内に若干の動揺が生まれた。その隙に警察官が署長を保護するため割って入り、数人の抗議者が逮捕された。
9月28日の夕方、大規模な群衆抗議があり、ビンや岩が警官に投げつけられた。他の警察部隊に応援要請が行われ、抗議者8人が公務執行妨害などで逮捕された。
9月29日、聖職者を含む十数人の抗議者が警察庁舎に集まるも、通りを片付けなければ逮捕すると通告され、（従わなかったために）聖職者が逮捕された。さらに抗議者は、午後11時以降も聖歌を続けるのなら逮捕だと通告された。11時頃、警察はゆっくりと前進したが抗議者らは後退を拒み、両者がほぼ接触すると銃声が聞こえて双方が後退した。その後、ミズーリ・ハイウェイ・パトロールのロン・ジョンソン隊長は、抗議行動が平和的である限り「5秒ルール」は援用されず、逮捕されることはない筈だと群衆に伝えた。 
10月2日、元CNNのフリー報道記者マリー・ムーアや現地の活動家3名を含む10数名が逮捕され、逮捕時の抵抗による公務執行妨害などで起訴された。保釈金は最高2700ドルで、その後1000ドルに減額された。
10月3日、ファーガソン警察署長は市内の抗議行動を管理する責務をセントルイス郡警察に譲渡した。ファーガソン警察の限られた物資が、日々の抗議行動への対処を困難にしていた。
10月4日、約50人の抗議者がセントルイス交響楽団のコンサートで、休憩後の公演再開直前に「マイク・ブラウンへの鎮魂歌」として古い公民権の楽曲を歌い始めた。その後、彼らは平和的に建物を去った。
10月6日の夕方、セントルイス・カージナルスとロサンゼルス・ドジャースの試合後に野球サポーターと抗議者がスタジアムの外口論を起こした。
10月に複数の組織がセントルイス首都圏全域での大規模抗議を計画した。ファーガソン・オクトーバー (Ferguson October) というイベントでは、抗議者達がマッカロック検察官の事務所まで平和的に行進し、その後はファーガソンなどで平和的な抗議活動が行われた。夜には400人の人々が通りで平和的抗議を実施した。この10月9日のイベントは、セントルイス郡緊急センターの活性化を期待して実施された。
10月12日、セントルイス大学でファーガソン・オクトーバーの集会と活動が行われた。このイベントの目的は「警察暴力の罪を悔い改めるよう国民に呼びかけ、新世代の青少年活動家を支援する」ことだった。活動家達は、キリスト教、ユダヤ教、イスラム教の聖職者と共に群衆に語りかけた。基調講演者のコーネル・ウェストは登壇すると「私がここに来たのは講演するためではない。私がここに来たのは（過激なデモを起こして）刑務所に行くためだ!」と発言した。
10月13日、抗議者達がファーガソン警察署の警官と会談するために警察の包囲網を越えようとした。段階的で平和的な不服従行為の間に、聖職者やコーネル・ウェストを含む推定50人以上の抗議者が逮捕された。セントルイス大学は平和的な抗議者の拠点になり、250人以上が参加して座り込みを行った。
10月20日、ミズーリ州選出のジャミラ・ナシード上院議員が、警察命令を重視せずに交通封鎖したことで逮捕された。彼女は同行していた男性と共に拘留され、保釈を拒否した。逮捕当時、彼女は拳銃を携帯していた。 
11月17日、大陪審の結果発表を受けて、ミズーリ州知事はファーガソンでの抗議行動を見越した非常事態宣言を行った。
11月21日、新ブラックパンサー党の党員2人が抗議行動中に爆発させる予定で爆発物を購入したとして逮捕された。またこの2人は、身分を詐称して拳銃2丁を購入したことで起訴された。
11月22日、報道記者のトレイ・インストが逮捕された。しかし彼は後にアメリカ自由人権協会と共に訴訟を起こし、8,500ドルの和解金を獲得した。 
11月24日、大陪審はブラウン射殺事件でウィルソンを起訴しない決定を下した。大陪審の決定発表に続いて、マイケル・ブラウンの継父ルイス・ヘッドは警察署の前で「この媚びている奴らを焼き払ってしまえ！(Burn this bitch down!)」と抗議者の群衆に叫んだ。平和的な抗議行動のほかに暴動が起こり、10数棟の建物が焼失した。銃撃、略奪、破壊行為が発生し、セントルイス郡警察のパトカー2台が破壊され、それ以外の車も多数燃やされた。
11月25日、ブラウンが殺された場所から数ブロック以内で駐車してあった車内で、20歳男性デアンドレ・ジョシュアの遺体が発見された。当初、警察は不審死だと分類していたが、頭部を撃たれて焼かれていたことから、殺人と断定した。同日、ボストンからロサンゼルスまでの米国170以上の都市で大陪審の決定に抗議するために何千人もの人々が集まり、ファーガソンでは状況の過激化を防ぐために州兵部隊が強化された、とCNNが報じた。オークランド (カリフォルニア州)では、放火、略奪、破壊行為で少なくとも90人が逮捕された。カナダの主要都市や英国のロンドンでもデモが行われるなど、抗議行動が国際的に広がった。大陪審の決定後に行われたブラックフライデー (買い物)を妨害する抗議者の呼びかけはセントルイス地域で行われ、何百人ものデモ参加者が歩道を封鎖して現地のショッピングモール等でスローガンを叫んだ。
11月27日、報道によるとニクソン知事はブラウン殺害の件でウィルソンを起訴するか否かを決定する新たな大陪審の要請を拒否した。
11月30日、セントルイスで32歳のボスニア人男性が少なくとも3人の黒人青年たちによって撲殺された。現地ではこの事件をヘイトクライムと見なし、被害者遺族は「ファーガソンの現状にある程度影響された」黒人による事件だと確信していた。数百人が「ボスニアン・ライブズ・マター」と叫ぶ、2晩にわたる抗議が行われた。

### 2015年
2015年3月11日、警察署長の辞任が発表された後ファーガソン市全域で抗議行動が起こった。双方合意による退職協定に基づき、署長トーマス・ジャクソンには健康保険付き退職金（約96,000ドル)が支払われ、3月19日に辞任した。後任の任命は見送られ、アル・アイコフ警部補が署長代行を任命された。現地紙 (St. Louis Post-Dispatch) 報道によると、抗議者が2組いて、一方はきれいにスローガンを唱え、もう一方は「興奮した怒りの罵声を、警察、報道陣、その他抗議者に浴びせていた」という。
3月12日早朝、ファーガソン警察署の外で警官2人が撃たれた。抗議者約100人が警察付近の道路にいたが、目撃者は犯人が警察署から約220ヤード離れた丘の上にいると考えた。警官の1人は肩を撃たれ、もう1人は頬を撃たれた。セントルイス郡警察の署長は「少なくとも3発が地面と平行に発射されており、警官が標的にされたと考えられる」と述べた。銃撃の実行犯を探す「徹底した捜査」が始まり、3月14日に20歳の黒人男性ジェフリー・L.ウィリアムズがこの銃撃事件に関与したとして逮捕された。 
4月29日、メリーランド州 ボルモチア でのフレディ・グレイ死亡事件 (Death of Freddie Gray) をきっかけに略奪が再開された。2人が首を撃たれ、もう1人は脚を撃たれたが、被害者3人とも命に別状はなかった。6人が逮捕（1人は銃撃に関与、5人はガソリンスタンドの略奪）された。岩が投げつけられパトカー4台が損壊したほか、備品が幾つか放火された。

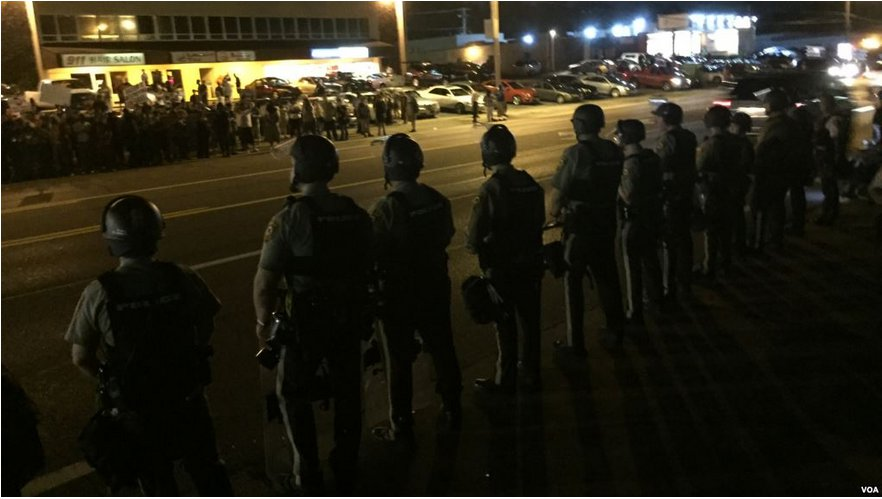
2015年8月10日の抗議と警察

8月9日、ブラウン射殺事件の一周忌に平和的なデモが起こり、参加者は4分半の黙祷（遺体の路上放置が4時間半だったため）を捧げた。深夜に、略奪容疑の2集団がデモの最中に互いに発砲し始め、4人の私服警官が現場で応対した。そこで警官らは、盗んだ拳銃で発砲したとされるタイロン・ハリスJr.容疑者を撃ち、彼は重体かつ危篤状態で入院した。銃撃の3時間後、ブラウンの慰霊碑付近を歩いていた青年2人が走行中の車から撃たれて負傷した。報道記者も駐車場で襲われて強盗に遭い、警官3人が抗議者によって負傷した。
この暴動を受けて、警察当局は8月10日にセントルイス郡を非常事態下に置き、3日後に解除された。抗議行動は昼夜にわたって続き、うち1件は州間高速道路70号線を閉鎖した。このデモの最中に100人以上の抗議者が逮捕された。8月11日早朝、さらに20人超の抗議者が逮捕された。その日遅く、警察はハリスによる銃撃のビデオ映像を公開した。

### 2016年8月
マイケル・ブラウン死去の二周忌に、喪主らは道路を封鎖して抗議行動を開催することに決めた。1台の車両が抗議者達に突っ込み、ぶつかっては彼らを跳ね飛ばした。その後、抗議者達は轢き逃げ車両を撃ち始めた。負傷した抗議者はその後病院に運ばれ、運転手は警察に協力した。

## 関連事件

### レイ・アルバース
セントアン警察署のレイ・アルバースは、ビデオで撮影されたファーガソンでの抗議行動での事件後、無期限の職務停止処分を受けた。セントルイス郡警察によると、彼は「お前らを殺してやるぞ」といった暴言で脅しつつ、平和的な抗議者にセミオートマチックライフルを向けた。
アルバースが「お前を殺すぞ」と言っている様子はビデオで記録された。身分証明を求められた時、 アルバースは「くたばりやがれ(Go fuck yourself)」と口答えした。これがアメリカ自由人権協会に処分を法執行機関に要求する書簡を送らせることとなった。自身の行動が仇となり、アルバースの身分が伏せられている間、彼はソーシャルメディア上で「くたばれ警官(Officer Go Fuck Yourself)」と呼ばれていた。アルバースは8日後の2014年8月28日に辞職した。

### カジエメ・パウエル
ファーガソンから4マイルの場所で、25歳のカジエメ・パウエルは警察の銃撃で2014年8月19日に殺害された。パウエルはナイフを持って常軌を逸した振る舞いをしている、とセントルイス警察に報告されていた。現場に到着するや、数秒以内に警察官はパウエルを射殺した。

### ダン・ペイジ
8月22日、セントルイス郡警察官のダン・ペイジは、CNNのドン・レモンを押している様子を撮影され、ペイジがOath Keepers（米国の愛国右翼団体）のセントルイス支部とセントチャールズ支部に扇動的なスピーチを語るビデオが世に出た後、職務から外された。彼は3日後に退職した。

### マシュー・パッパート
抗議活動中にファーガソンを警らしていたグレンデール (ミズーリ州)の警察官マシュー・パッパートは、フェイスブックに「これらの抗議者達は最初の夜に狂犬病の犬みたいに安楽死させるべきだったんだ」とか「あいつらが必要とする、バックパックを持ったイスラム教徒はどこにいる？（ボストンマラソン爆弾テロ事件を参照）」などの物議を醸す投稿をしたため、停職処分を受けた。ファーガソンの報道記者はパッパートが抗議者達を脅したと主張した。パッパートは内部調査の結論が出た後、最終的に解雇された。

### 警察や地方自治体に対する訴訟
8月11-13日に逮捕された抗議者5人によって8月28日に4000万ドルの連邦訴訟が起こされた。警察官が不必要に武力を行使して不当逮捕をしたとの訴えたものである。10月には、さらに4人の抗議者が原告側に加わった。この訴訟では、様々な警察官、役員、ファーガソン市政府、セントルイス郡政府などを被告として挙げている。

### フォンデリット・マイヤーズJr.
2014年10月8日、フォンデリット・マイヤーズJr.はセントルイスで非番の警察官に射殺された。警察は、マイヤーズが銃を持っていて自分達を撃ったと述べた。マイヤーズとマイケル・ブラウン双方の親類であるダグ・ホリスは、銃撃場面を見ていなかったが、マイヤーズは武装しておらず手にあったのはサンドイッチだとUSAトゥデイ誌に語り、現場で発見された銃は警察に仕込まれた可能性があると示唆した。この銃撃を受けて、幾晩にも及ぶ抗議行動が行われた。後の法医学的証拠では、射撃残渣がマイヤーズの右手、シャツ、ズボンに残っていることが確認され、彼が銃を撃っていたことが示された。また、警察に向けて発射された弾丸3発がマイヤーズの銃と一致した。遺族側の弁護士は、マイヤーズが使ったとされる武器に関して警察の説明が異なっている（当初は9mmルガーで、後に9mmスミス&ウェッソン）ことに気づいた。後にマイヤーズが所持していたことが判定された銃は、彼がソーシャルメディアに投稿していた様々な写真の銃と一致していた。第三者による検死では、8つの傷のうち6つが体の背面にあったことが判明した。葬儀は10月26日に行われた。
2015年5月19日、非番の警察官に対して不起訴が発表された。セントルイスのジェニファー・ジョイス弁護士の報告書では、マイヤーズが銃を発砲した後に警官が自衛でマイヤーズを撃って殺害したため、結果的に生じた死について合理的な疑いを超える刑事犯行為が証明できなかった、と書かれていた。

### アントニオ・マーティン
詳細は、アントニオ・マーティン射殺事件 (Shooting of Antonio Martin) を参照
2014年12月24日、バークリー (ミズーリ州)で18歳のアントニオ・マーティンが、自分を尋問してきたセントルイス郡警察官に銃を向けて、そのあと射殺された。この事件は同地域でのさらに暴力的な抗議行動を引き起こした。

### ジェフリー・ウィリアムズ
2015年3月14日、ジェフリー・L. ウィリアムズ(20歳)は警官2人が撃たれた2日前の事件に関わっているとして逮捕された(上記参照)。盗まれた財物所持で保護観察中だった黒人のウィリアムズは、発砲を認めたが警察を狙ってはいないと供述した。ウィリアムズの弁護士によると、彼はその日数時間前に自分を略奪した人物に報復するつもりだった。警察は犯行現場で見つかった使用済みカートリッジと一致する40口径の拳銃を押収した。4月1日、AP通信はウィリアムズが3月12日の抗議行動中に自分を撃ってきた身元不明人物に反撃したことを電話で告白したと報じた。彼の弁護士は以前、銃撃中にウィリアムズは発砲しなかったと主張していた。6月3日に起訴されると、ウィリアムズは全ての容疑について無罪を主張した。2016年12月、陪審員はウィリアムズに第一級（計画的で悪質な）暴行2件、武装犯罪行為3件、武器の違法使用1件で有罪判決を下した。2017年3月17日、彼は懲役25年の判決を受けた。

### タイロン・ハリスJr.
ブラウン射殺一周忌の2015年8月9日、タイロン・ハリスJr.(18歳)が略奪者同士の銃撃戦中に4人の私服警官によって撃たれた(上記#2015年参照)。彼は危篤状態で入院となった。警察は彼を、法執行機関に対する第一級暴行4件、武装犯罪行為5件、自動車への銃発射1件で起訴した。ハリスは拘束され、保釈は現金25万ドルのみとされた。ハリスの父親によると、彼はブラウンと同じ高校を卒業し、彼の親友だった。銃撃事件の2日後、警察はハリスが覆面パトカーに銃を発砲する監視ビデオを公開した。ハリスは事件当時、車両と銃の盗難に関する重罪容疑で拘束されていた。ビデオの証拠があるのに、ハリスの父親は息子が銃を持っていることを否定した。ファーガソンにいる他の人々は、ハリスが覆面パトカーに発砲していることを知らなかった可能性があると語った。
ハリスが撃たれた夜、活動家兼ラッパーのタリブ・クウェリ主催でブラウン遺族のためにお金を集める無償の慈善コンサートが開かれた。クウェリをはじめ、アカデミー賞受賞者のコモンやブラック・ライブス・マター運動の人達も参加した。ハリスはこのコンサートが行われている最中に撃たれた。同事件とその後の抗議行動は、マルチメディア活動家のクィーン・ムハンマド・アリとハキーム・カリクの監督による短編ドキュメンタリー『#Bars4Justice』として撮影、公開された。同映画は2016年の第24回パン・アフリカ映画祭で最優秀短編映画賞を受賞した。

## 抗議者の事後死亡
2019年3月時点でファーガソン抗議者は生命や幸福の脅威に曝されており、コミュニティから不審と見なされる状況下で複数名が死亡している。警察と現地コミュニティの間で不信感が続いているため、警察がこれらの死を十分に捜査しきれなかった結果生じた可能性もある。
2016年9月6日、ファーガソン抗議行動の指導者ダレン・シールズは、デアンドレ・ジョシュアと同じく、燃えている車内で射殺体で発見された（享年29歳）。抗議行動中に催涙ガスの弾筒を投げている象徴的な写真で知られるエドワード・クロフォードもまた2017年に死亡しており、警察によれば自殺と発表された。

## 関連の進展事案

### タウンミーティング
当局と住民の対話を活発に交わす目的で、市長により10月と11月に5度のタウンミーティングが設定された。米国司法省のコミュニティ関連当局(Community Relations Service)が関与しており、同ミーティングはメディアや非居住者に対して非公開とされた。

### 有権者登録
マイケル・ブラウンの死後、3,200人の住民（21,000人のうち）がファーガソンで投票するために登録されたと報道された。その後、公表された数字は不正確で新たな有権者登録は128件だけである、と選挙管理委員会は主張した。3,200という数字は、住所変更やその他変更を含むファーガソン有権者とのやり取りの総数だった。

### ファーガソン渉外担当の解雇
暴動が始まる直前に雇われた数少ない渉外担当者ビン・ジェームズは、彼の昔の記録が明るみに出た後、セントルイス経済開発相互事業(St. Louis Economic Development Partnership)より解雇された。ジェームズはファーガソン警察署長と直接協力し、とりわけビデオ謝罪を提案したと見られている。この相互事業体は、ジェームズが未必の故意による殺人で2009年に90日間のワークファーム収容の刑に服していたことを知らされた。彼は2004年に武装強盗を2回起こしており、1人を射殺する刃傷沙汰にも及んでいた。青少年期の非行を経て、ジェームズはどうにか大学へと進学したが、2度の強盗が彼の学位取得を妨げた。ジェームズはプロボノ活動を基盤に自分の地位を維持した。

### 平和的抗議行動での「移動し続ける」規則差し止め
2014年9月29日、アメリカ自由人権協会はファーガソンでの抗議行動中に警察が「動き続ける(keep moving)」規則の適用をやめるよう連邦裁判所に要請し、人々が逮捕の脅威にさらされることを防いだ。セントルイス郡警察署長のジョン・ベルマーは、この規則は夜間外出禁止令中の最も不安定な夜の抗議行動に使用されることを意図したもので、一部の警官により日中の穏やかな抗議行動でそれが誤って使用されたと証言した。10月6日、ミズーリ州東部地区の連邦地方裁判所キャサリン・D・ペルーは「平和的なデモ参加者や他の人達に立ち止まらず歩くことを義務付ける慣行は憲法に違反している」と裁定し、平和で法を遵守するファーガソンの抗議者に向けられた慣行に差し止め命令を出した。

### 再建プロセス
暴動初夜に略奪に遭い放火された店舗QuikTripは、セントルイス都市圏の「コミュニティに活力を与える」取り組みの一環として、職業訓練センターとして再建されることになった。同センターは完了しだい、新たなSave Our Sonsプログラムを取り入れる予定である。セントルイス地域の企業はこの取り組みに120万ドルを寄付し、若い失業者や未雇用者は同地域の仕事に就く前に1ヶ月間の訓練が与えられることになった。

### 慈善活動の支援
損傷した町を直すプロセスを支援したいという、グレーター・セントルイス・コミュニティ財団と称する匿名2人組が10万ドルの基金を立ち上げた。しかし、ファーガソンを最善支援するプログラムやイニシアチブを知らなかったため、彼らは人種的にバランスのとれたファーガソン住民の集団がこのお金を分配する方法について決定を下すことを要求した。 
黒人と白人ペアの教師、警察官、牧師、住民で構成されたカム・トゥギャザー・ファーガソン交付金委員会は、ファーガソンの夏の青少年プログラムに助成金第1段を授与することに決めた。2015年5月23日、同委員会は42の申請のうち厳選した11の組織に39,000ドルを分配すると発表した。

### 新たな警察署長の任命
広報や地域社会への奉仕活動で数十年の経験を持つ経験豊富なマイアミ警察官のデリッシュ・モスが、2016年4月に警察署長に任命された。住民の半数以上がアフリカ系アメリカ人のコミュニティを保護するため、黒人であるモスが主に白人からなる警察執行隊を率いることになった。

## 人種的な意味合い
ワシントン・ポスト紙は、2000年より人口動態の大きな変化を経験したファーガソン警察と市民の間で既に人種格差があったことを指摘した。抗議行動、破壊行為、その他の社会不安が1週間以上続き、夜間外出禁止令が敷かれると暴動が激化した。暴動の際に略奪された店の幾つかはアジア系アメリカ人所有で、デイリー・ビーストはアジア系アメリカ人が人種関係の議論から「取り残される」傾向があると記した。
またワシントン・ポストによると、ファーガソン警察はブラウン射殺事件に先立って既に「法執行機関の疑惑」を抱えており、それは警察官53人中48人が白人でアフリカ系アメリカ人コミュニティとの比率が「人口統計と全く釣り合っていない（同地域の人口分布は、白人が1/3に過ぎず黒人が約2/3）」点だった。同地域は近年急速な人口動態の変化を遂げており、2000年に人口の半分以上が黒人となった。ミズーリ州司法長官事務所による2014年の年次報告書は、ファーガソン警察が「違反車両を停止させた際にアフリカ系アメリカ人を逮捕する可能性が白人の2倍に及ぶ」と結論づけた。
ロサンゼルス・タイムズ紙は、ファーガソンで勃発した状況が「何十年にもわたって構築されてきた」と論じ、もともと抗議者はセントルイスで最も貧しい困窮地区を擁する町や近隣街から来ており「貧困の郊外化が加速している課題」をその触媒として挙げた。
タイム誌は、「この国の黒人は、依然として（暴動を）必要とするここの住民達の一端であるため、暴動を起こす傾向がより多い」と論じた。1992年ロサンゼルス暴動のケースでは、黒人が30年に及ぶレイシャル・プロファイリングとの闘争について話そうとするも発言を塞がれ、依然として非常に不公平な扱いが残ったまま沸騰していった。この事件を経て、南カリフォルニアの景色が変貌し、全米規模で警察は執行に注意を払うようになった。 
別の側面として、ファーガソンにいる貧民や黒人に負担をかけるシステムがこの状況を引き起こした可能性もある。軽微な交通違反が出発点で、違反者が期限内に罰金を払わない又は法廷に出廷しない場合、その出費が急速に増えてしまう。罰金による裁判所収入は、2013年のファーガソンにとって2番目に大きな収入源だった。2014年10月1日、セントルイス市は22万人の逮捕状を取り消し、令状再発行の前に3カ月の猶予を与えてから新たな裁判日を取得した。

## 反応

### 米国内

#### 連邦政府
8月12日、セントルイス郡警察のヘリコプターが地上から銃撃された事件に言及して、連邦航空局(FAA)はファーガソン上空を飛行禁止区域に指定した。FAAとの電話記録で、飛行制限が要請された真の理由は、抗議暴動中に報道用ヘリコプターを同空域に入れさせないためだったことが後日明らかになった（そのテープはAP通信による請求で得られた）。

8月14日にタイム誌の意見記事で、ケンタッキー州選出のランド・ポール上院議員は「18歳のマイケル・ブラウン射殺はひどい悲劇だ」「人種がこの国の刑事司法の適用を歪めていないと考える人は誰であれ十分な注意を払っていない」と述べ、警察の武装を解除させる必要があると語った。マサチューセッツ州選出のエリザベス・ウォーレン上院議員とミシガン州選出のジャスティン・アマシュ下院議員は、8月12日の警察行動が起きたファーガソンを「戦争地帯」と似たような説明のツイートを発した。それと共にアマシュは8月13日にこの状況を「恐ろしい」と呼び、ウォーレンは8月14日に返答を要求した。
8月23日、バラク・オバマ大統領はファーガソンでの人種的暴動時における軍用装備の使用を疑問視し、州警察や地方警察への配備見直しを命じた。この見直しはホワイトハウス職員による主導で、国内政策会議、国家安全保障会議、行政管理予算局、ならびに国防総省、国土安全保障省、司法省、財務省などの機関が議会と連携して行うことになった。エリック・ホルダー司法長官はニューヨーク・タイムズ紙での声明で「軍用装備が正しい目的で取得されているか、適切な訓練が行われているのか、またいつどのように配備するか、といった視察を行うことは理にかなっている」とし、「ほぼ平和的なデモへの対応で武力を示威するのは逆効果になりかねない」と述べた。
9月4日、エリック・ホルダーはファーガソン警察の不正行為や差別の可能性について司法省が調査すると発表し、「ファーガソンの警察官が米国憲法や連邦法違反の慣行に染まっているのかどうかを判断する公開調査を司法省で行うだけの事由がある、と我々は判断した」と述べた。ホルダー司法長官は、過剰な武力行使に関する直近にあったアルバカーキ警察との合意と同じような見直しをファーガソン側にも求めることが可能だと示した。「その部門に大鉈を振るう必要性が適切であることは明白である」とホルダーは語った。
9月24日の国連総会で、オバマ大統領はファーガソンでの人種的緊張をアメリカの理想に沿うものではなかったと評して「中東および東欧での不安定さが際立ったこの夏、一人の若者が殺されてコミュニティが分断されたアメリカの小都市ファーガソンにも世界が注目したことを私は知っています。そうです、私達には自国特有の人種的緊張や民族的緊張があるのです」と語った。
11月24日、大陪審が警察官ダレン・ウィルソンを起訴しないとの決定を下したと検察官が発表した数分後、オバマ大統領は人種差別と警察への不信感は「ビンを投げる」ことでは解決できないと述べて、ファーガソンに冷静さと自制を促した。銃撃直後と大陪審の発表に至る数週間で、オバマ大統領はファーガソンに冷静さと自制を求めるこうした呼びかけを幾度か行なった。
11月24日、ファーガソンで空に向けて銃が発射されたとの報告を受けて、連邦航空局はセントルイス行きの航空機を幾つか他の空港に振り替えた。出発は影響を受けなかった。一時的な飛行規制が敷かれ、半径3マイル以内での報道ヘリコプターおよび商業フライトを高度3000フィートまで一切許可しないと述べた。

#### 最高裁判事
8月22日にルース・ベイダー・ギンズバーグ判事は法律専門紙 (The National Law Journal紙) のインタビューで、ファーガソンでの出来事とニューヨーク市のストップ・アンド・フリスク政策が米国における「本当の人種問題」だとの指摘を述べた。さらに、ソニア・ソトマイヨール判事は修正第4条をめぐって争われた2016年の訴訟(Utah v. Strieff)で、警察実務における体系的な人種偏見の証拠として司法省の「ファーガソン報告書」を広範囲に引用した。

#### ミズーリ州行政
8月14日、ミズーリ州知事のジェイ・ニクソンはファーガソン暴動が「深刻な課題」だと語り、保安遂行にミズーリ州ハイウェイパトロールを活用して状況を緩和する「運用シフト」を約束した。
デモ中に催涙ガスを受けたファーガソンの一部を代表するマリア・チャペルナダル上院議員は、インタビューで「マイケル・ブラウンが窃盗を犯したかどうかは問題ではありません。そこは問題ではないのです。問題なのは、ダレン・ウィルソンがマイケル・ブラウンに遭遇した時そして彼が死亡した時、彼が殺された時に起きたことなのです。それらの事実だけが必要です」と述べた。
ファーガソン市長のジェームズ・ノウルズ3世は、自分の自治体で暴力と市民の不安が発展していく際に、州や郡当局からの支援や調整を求めるのが遅かった。ノウルズ市長は暴動が発展した際も知事や他の人からの電話を受けることはなく、現地に誰かが来た時であっても一切その接見対応に姿を現さなかった。

#### 地方
ジェニングス (ミズーリ州)では8月11日、安全上の懸念に応じて近隣のジェニングス学区は授業初日を中止した。
ファーガソンのフロリサント学区は8月13日、地域社会の不安が続いているため木曜日に開校する予定だったファーガソン・フロリサント校を閉鎖し、18日に再開する予定とした。 8月17日、不安が続いているため同学区は授業初日を再び中止した。18日、地区管理者は今週末まで学校が閉鎖され続けると発表した。
8月12日、セントルイス都市圏警察の警察委員サム・ドットソンは抗議者の福祉と地元警察による状況の処理に関する懸念から、ファーガソンにこれ以上人手を提供しないことを決定した。
9月1日、実務に関して多くの批判を受けた後、ファーガソンの警察官はボディカメラを着用するようになったと報じられた。そのカメラは民間警備会社2社より警察に寄贈されたものだった。 

#### ブラウンの遺族
ブラウン遺族の一人は「店舗の窃盗や破壊はマイクが望むものではなく、私や家族も非常に動揺している」との声明を発表した。また同声明は「我々が求めるのはこれではなく、正義と平和である」とも述べた。 大陪審決定が「正式起訴しない」となった夜、母親は群衆に向かって不信感と無実を表明し、嗚咽を漏らす彼女を抱きとめた継父は群衆に向かって放火を煽り立てた。
ニューヨーク・タイムズのビデオによると、大陪審の決定が発表された後マイケル・ブラウンの継父ルイス・ヘッドは集まったデモ参加者の群衆に向けて「この頭の狂った奴ら(motherfucker)を焼き払ってしまえ」「この媚びてる奴ら(bitch)を焼き払ってしまえ」と叫んだ。彼は後に自分の感情爆発について謝罪した。

#### 世論調査
8月14日から17日に実施されたピュー研究所の成人1,000人を対象とした世論調査では、銃乱射事件に対する反応で人種的、政治的な分裂が見られた。アフリカ系アメリカ人は約4対1(80%:18%)で、この射殺事件が人種に関する重要な問題を提起したとの回答が主流だったが、白人達は意見が割れ(47%:37%）つつも、事件の価値以上に人種問題に注目が集まったとの回答が多かった。世論の分裂は党派の垣根でも観察され、民主党員の68%（白人民主党員の62%を含む）は同事件が人種に関する重要な問題を提起したと考えているも、他党と比較するとこの意見は無党派層で40%、共和党員では22%だった。また共和党(43%)は、警察の対応を適切だと見なす傾向が民主党(21%)よりも高かった。共和党員の65%が事件の捜査を信頼すると表明しており、対する民主党員では38%に留まった。

#### 第三者

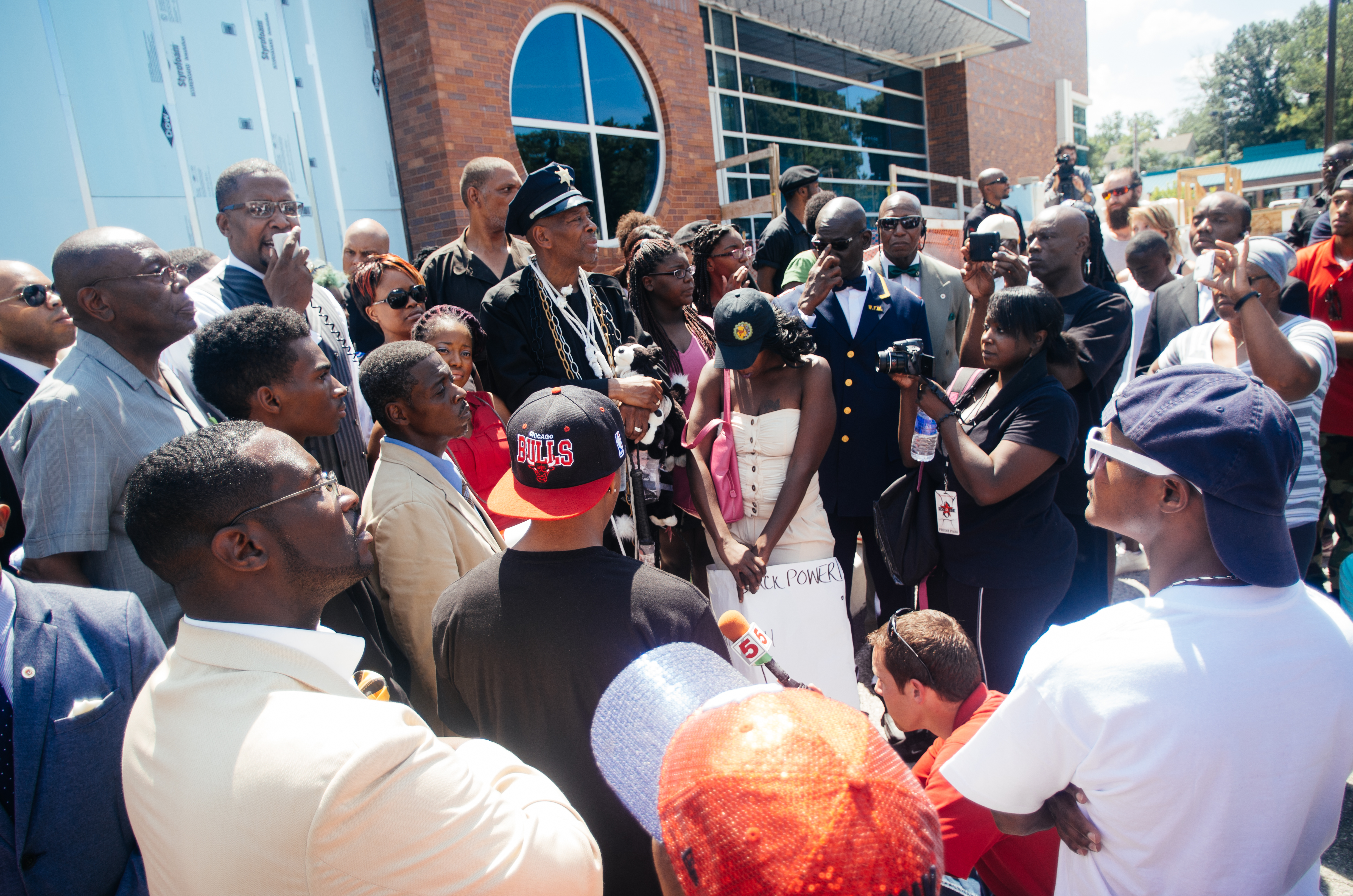
ファーガソン警察署に集まる抗議者たち

2014年12月28日時点で、マイケル・ブラウンのために又はファーガソンと連帯して、少なくとも253のデモ行動が世界規模で行われた。
現地の牧師たちは8月10日の朝に祈祷集会を実施した。ブラウンが殺されたエリアでは、同日午後8時に別の祈祷集会が計画された。
8月14日の晩、全米の100都市以上で数千人が出席する国民的なキャンドル・ビジルとデモ行進が行われた。これはフェミニスタ・ジョーンズによって組織運営されたもので、Twitterやハッシュタグ(#NMOS14)が活用された。
アノニマス (集団)との関わりを主張し「オペレーション・ファーガソン」という暗号名で活動しているハクティビスト達は、ウェブサイトとTwitterアカウントを設定することでサイバー抗議行動を組織した。この一団は、抗議者が嫌がらせや被害を受けた場合に市のサーバーやコンピュータを攻撃して、接続不能にさせると約束した。市当局者は、電子メールシステムが標的にされて電話が使えなくなったほか、市役所のインターネットが潰れてしまったと述べた。8月15日以前、マザー・ジョーンズと行動を共にするアノニマスの一員は、ブラウンを撃った公開されていない警察官の身元確認に取り組んでおり、彼の名前をすぐに公表すると述べた。 8月14日、アノニマスは銃撃に関与した警官の名前だと主張するツイッター投稿を行った。しかし、警察はアノニマスによって公開された身元は間違いだと述べた。Twitterはその後、アノニマスのアカウントを停止した
8月17日、チベット僧侶の一団がファーガソンの抗議者に加わった。

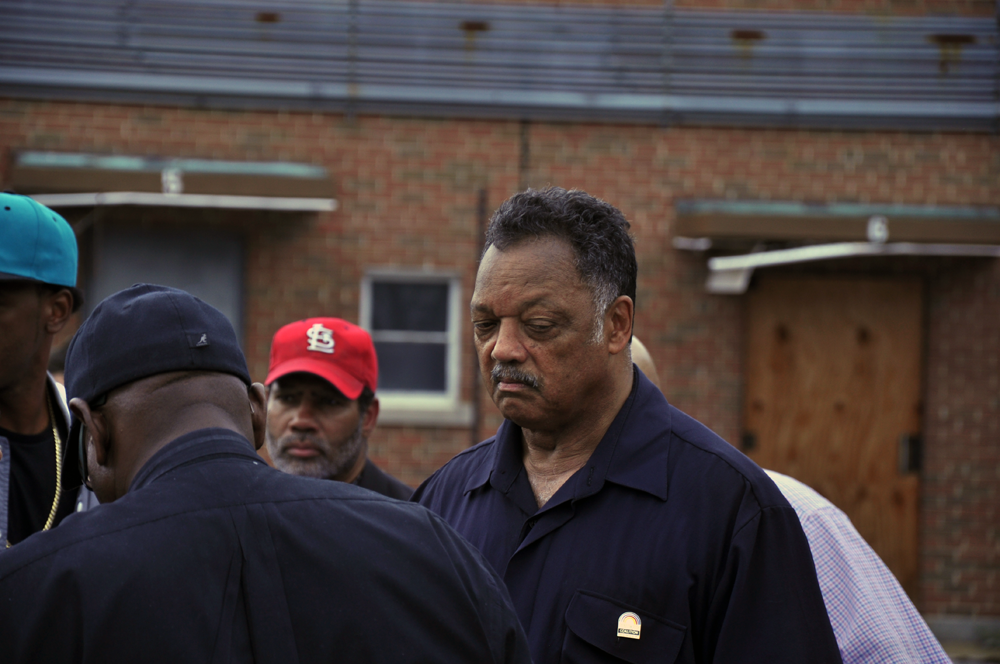
ファーガソンの公民権運動指導者ジェシー・ジャクソン牧師。2014年8月17日

8月17日、セントルイスの繁華街で警官ダレン・ウィルソンを支持して約150人が抗議した。抗議者は、ウィルソンが酷い扱いを受けており、彼に対するいかなる処罰も法執行官達に「自分の業務執行を及び腰にしてしまう」原因になると主張した。
CNNやABCなどは、この事件が人種関係における国民的議論のきっかけとなり、また米国における警察の武力行使および軍事化の引き金になったと述べた。
緑の党の2012年大統領候補ジル・スタイン率いる影の内閣グループ(Green Shadow Cabinet)は、8月14日に「ファーガソンとセントルイス郡の地元警察や政府機関による健全な対応は、銃撃事件の完全な調査および警察の政策や実務の見直しを直ちに発表することになるだろう」と述べた。
一部のアメリカ陸軍退役軍人は、抗議状況でアサルトライフルを使用するなど暴動中に警察が使用した戦術と手法を批判した。彼らはまた警察犬部隊を活用する選択を批判し、これは人種イメージに悪影響を及ぼす問題行動であり、民間人を対話やソーシャルメディアに組み入れることを推奨した。
9月22日、抗議者たちはWe Copwatchと称するカリフォルニア州に拠点を置く一団からの支援を受け、警察とのやり取りを記録する方法を改善した。
セントルイス・ラムズの選手ケニー・ブリットはタボン・オースティン、 ジャレッド・クック、ステッドマン・ベイリー、クリス・ギブンズらチームメイト4人を率いて、11月30日にオークランド・レイダーズとの試合前にフィールドに歩いて行く時「両手を上げたら、撃つな」のジェスチャーをした。この5人は複数メディアで炎上し、マイク・ディトカはこのパフォーマンスを「恥ずべきもの」と称した。

### 各国の反応

#### 中華人民共和国
中国国営ニュースの新華社通信は、知事が州兵部隊をファーガソンに命じる数時間前に「言うまでもなく、米国がやらなければならないことは、いつまでも他人のせいにしていないで、自身の問題を解決することに集中することだ」と述べた。

#### エジプト
同外務省は、抗議行動における「自制と集会権の尊重そして平和的な意見表明」を求める呼びかけに賛同し、アメリカ当局は「国際基準」に従って抗議行動に対処するのが望ましい、と強調した。エジプトの外務省報道官は、エジプトがファーガソンでの「抗議の高まり」を綿密に注視していると述べた。

#### フランス
司法大臣のクリスチャーヌ・トビラは「自分は米国の機関を価値判断しようとは思わないが、欲求不満が強く深く長時間続いて膨大な時に、市民がこれらの機関を信頼しているかどうかは疑問である」とラジオ・フランス・アンテルナショナルでコメントした。彼女はまた「マイケルブラウン、人種プロファイリング、社会的排除、領土の分離、文化的追放、武器、恐怖、致命的な組み合わせ」とフランス語でツイートした。ボブ・マーリーの曲「I Shot The Sheriff」の歌詞をとって「Kill them before they grow?（こいつら大人になる前に殺しちゃう？）」と彼女は付け加えた。

#### ドイツ
デア・シュピーゲル誌のインタビューで、ベルリン経済法科大学のセキュリティ管理学科教授のマルセル・クールメイは、ファーガソンで起こった事案はドイツだと絶対に起こり得ないと断言して「米国では、自分にはこう思えるのですが、警察が銃に頼ることが非常に速いのです。訓練段階ですら（ドイツと比べて）はるかに射撃に重点が置かれています」と主張した。ツァイト・オンラインはこの事件を米国における根深い人種差別の一例と評して「マーティン・ルーサー・キング以降、アフリカ系アメリカ人の状況は殆ど改善されていない」と結論づけた。

#### イラン
イラン国営通信は「暴力が近年の米国で制度化されているが、2009年ノーベル平和賞受賞者のオバマ大統領がホワイトハウスに来て以降、その暴力が激化して今ではファーガソンの黒人に対して噴火している」と伝えた。

#### 北朝鮮
北朝鮮は米国を「人権の墓場」と称して「世界の笑い者」「人権をみだりに侵害する国で、市民が人種による差別や迫害の対象となり、いつ射殺されることになるのか分からないほどの恐怖に襲われる場所」だと述べた。

#### ロシア
ロシア外務省は「米国のパートナーたる我々は、他国に疑いを持たれるような行動を強要する前に自国の秩序回復にもっと注意を払う必要がある」と述べると共に、米国が「自らを『人権の砦』と位置づけて組織的に『民主主義の輸出』に積極的に取り組んでいる」にもかかわらず「深刻な基本的人権侵害や野蛮な慣行」があったと述べた。

#### トルコ
トルコの外務省は、ミズーリ州ファーガソンでの抗議行動取材中に同国アナドル通信社の特派員を拘束したのは容認できず報道の自由に反しているとして、米国警察を批判した。

### その他の反応
8月14日から22日にかけて、アムネスティ・インターナショナル米国支部はファーガソンに人権監視団、トレーナー、研究者の一団を置いていた。そこには非暴力的抗議を活用して活動家を訓練する組織が含まれていた。アムネスティ・インターナショナルがこうした一団を米国に配備したのは初めてのことである。その後2014年10月24日の報告書で、 彼らはファーガソンにおける人権の扱いに懸念を表明した（具体的には、ブラウンを死に至らしめた武力行使、人種差別と警察権力の濫用、抗議する権利への制限発動、抗議者の脅迫、催涙ガスやゴム弾や長距離音響装置の使用、抗議を取材するメディアへの制限付加、法執行機関による抗議への警察執行に対する説明責任の欠如などへの懸念）。
パレスチナでは、ガザ地区や他のパレスチナ都市の人々がファーガソンの抗議者に支持を表明し、ファーガソンで発射された武器はイスラエルを供給する企業からのものだと指摘し、催涙ガスや警察暴力に対処する方法についてヒントを共有しあった。 パレスチナ解放人民戦線(PFLP)はファーガソンと連帯して公式声明を発表し、パレスチナ解放闘争と米国における黒人解放運動との絆を認知した。
ISIL武装団は、ファーガソンにいるイスラム過激派を鼓舞するためにソーシャルメディアを活用するつもりだと述べた。
8月18日、国連事務総長の潘基文は米当局に抗議者の平和的集会の権利および表現の自由の保護を確保するよう要請した。報道官を通じて、潘は「全員が自制を行使し、法執行当局がデモ参加者に対処する際には米国基準および国際基準を遵守する」よう要請した。
エジプトにいる抗議者は、ソーシャルメディアを使ってファーガソンにいる抗議者への支持を表明し、催涙ガスに対処する方法への助言を提供した。
アステカ・ニュースは、オバマによる「平和と和解の言葉は、奴隷制や1965年まで施行されていた人種隔離 (Racial segregation in the United States) 法の直接的な結果として我々が見ている状況は不十分かつ殆ど裏切りだ、と多くの活動家から認知されている」と論じた。
メトロ紙のアビゲイル・チャンドラーは「イギリス暴動が自分達の最悪事案であり、市民が暴徒に対してゴム弾、催涙ガス、放水砲を使用するよう要請したのだが、ファーガソンはそれら戦術がイギリス暴動中に決して使われなかったことを我々が非常に感謝すべき理由となる現在進行中の例である」と論じた。
2014年11月25日、報道記者のダーレナ・クーニャはタイム誌に「Ferguson: In Defense of Rioting（ファーガソン:暴動での防衛）」と題するファーガソン暴動に関する記事を公表した。クーニャはこの暴動が「社会的進化の必要な部分」だと論じた。
2014年11月26日、Stand Up To RacismとLondon Black Revolutionaries（いずれもロンドンを拠点とする政治組織）は、大陪審の決定に反対してロンドンにある米国大使館の外で抗議行動を組織し、数百人の人達が一晩中そこに集った。
2020年、ヴィッキー・オスターウェイルはファーガソンで起きたような略奪に対する謝罪として『In Defense of Looting』を書いた。

## ギャラリー

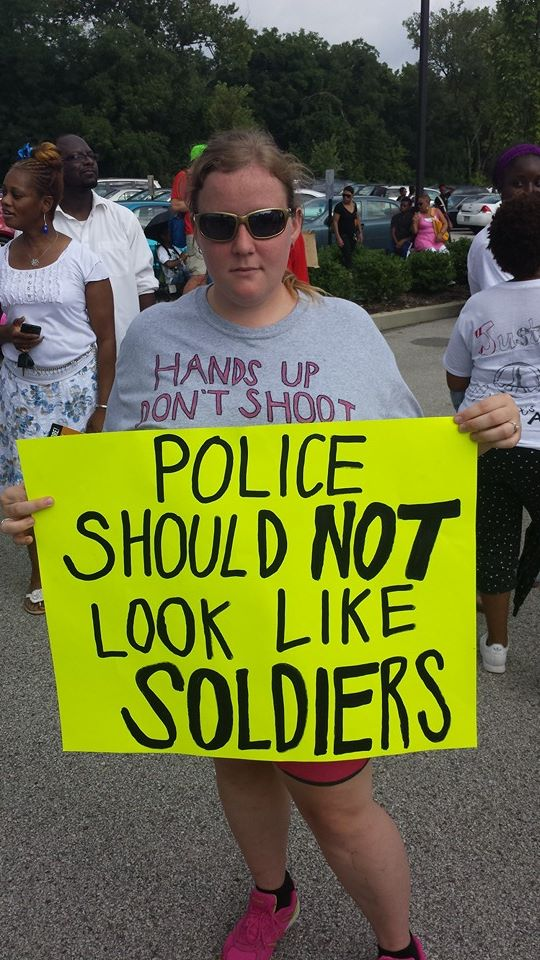
米警察の軍事化に抗議する女性
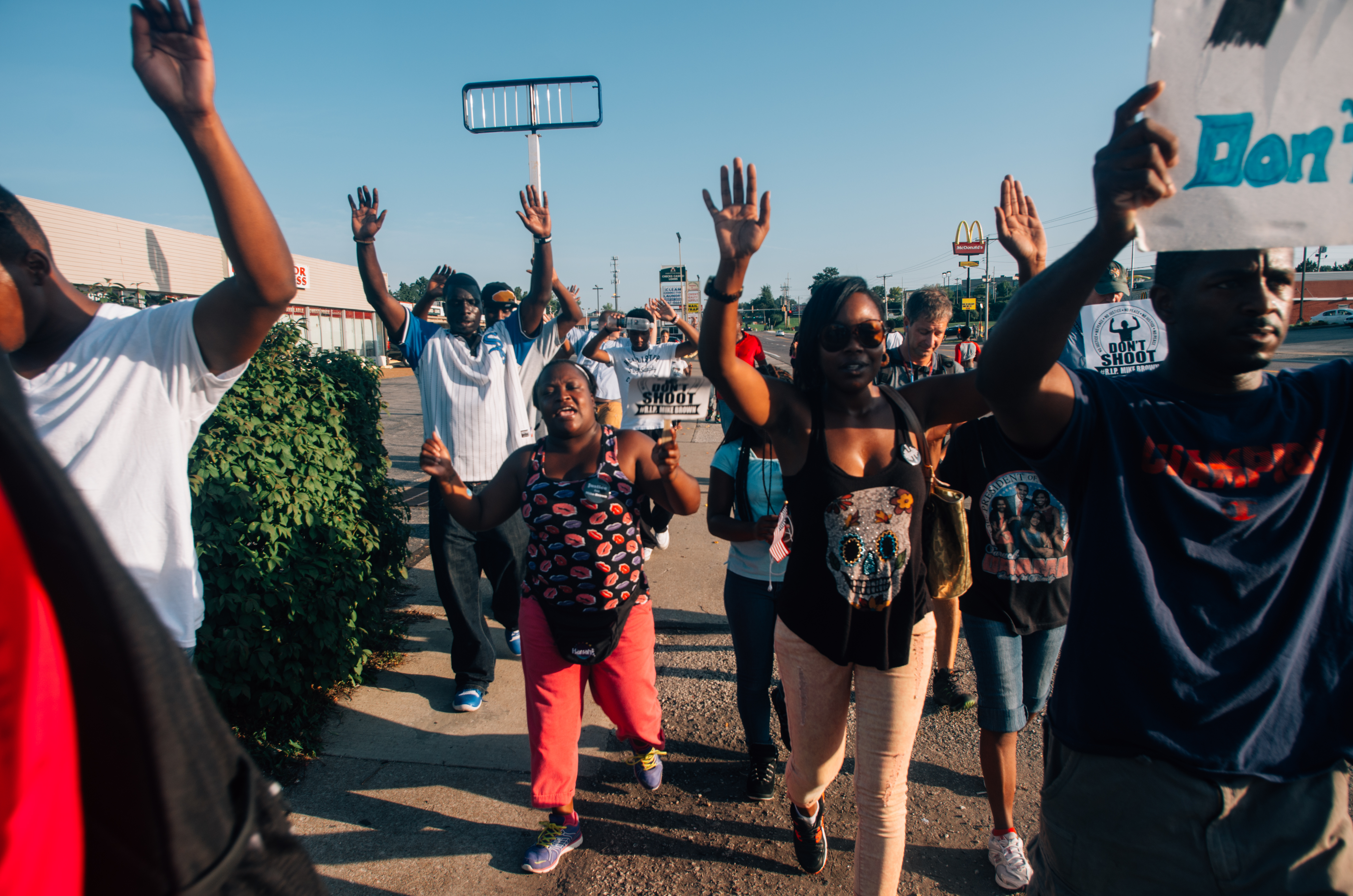
ファーガソンの抗議者たち
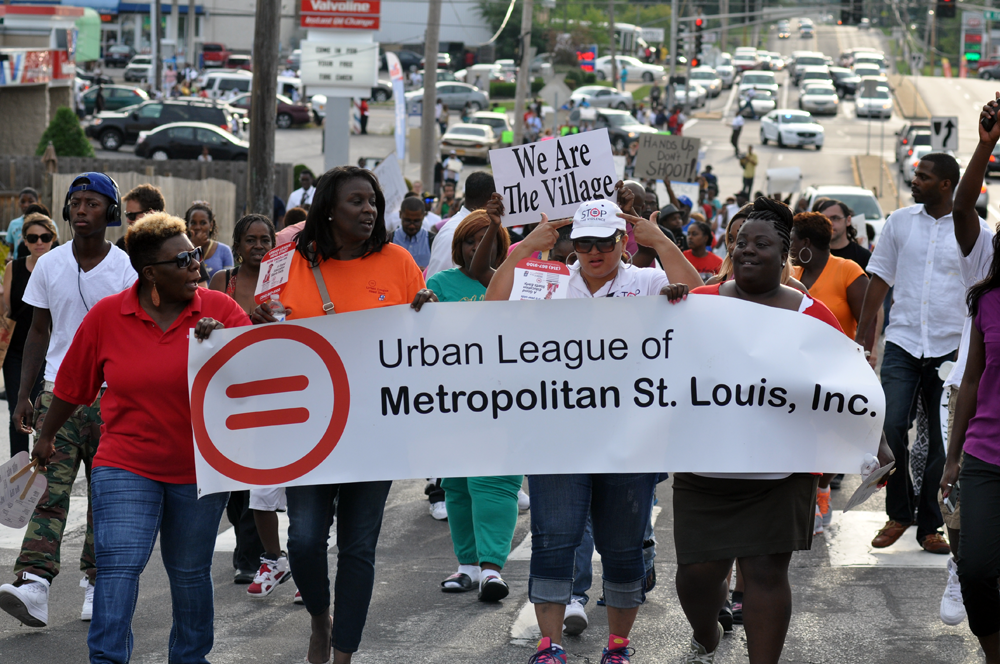
ファーガソンで行進する人々
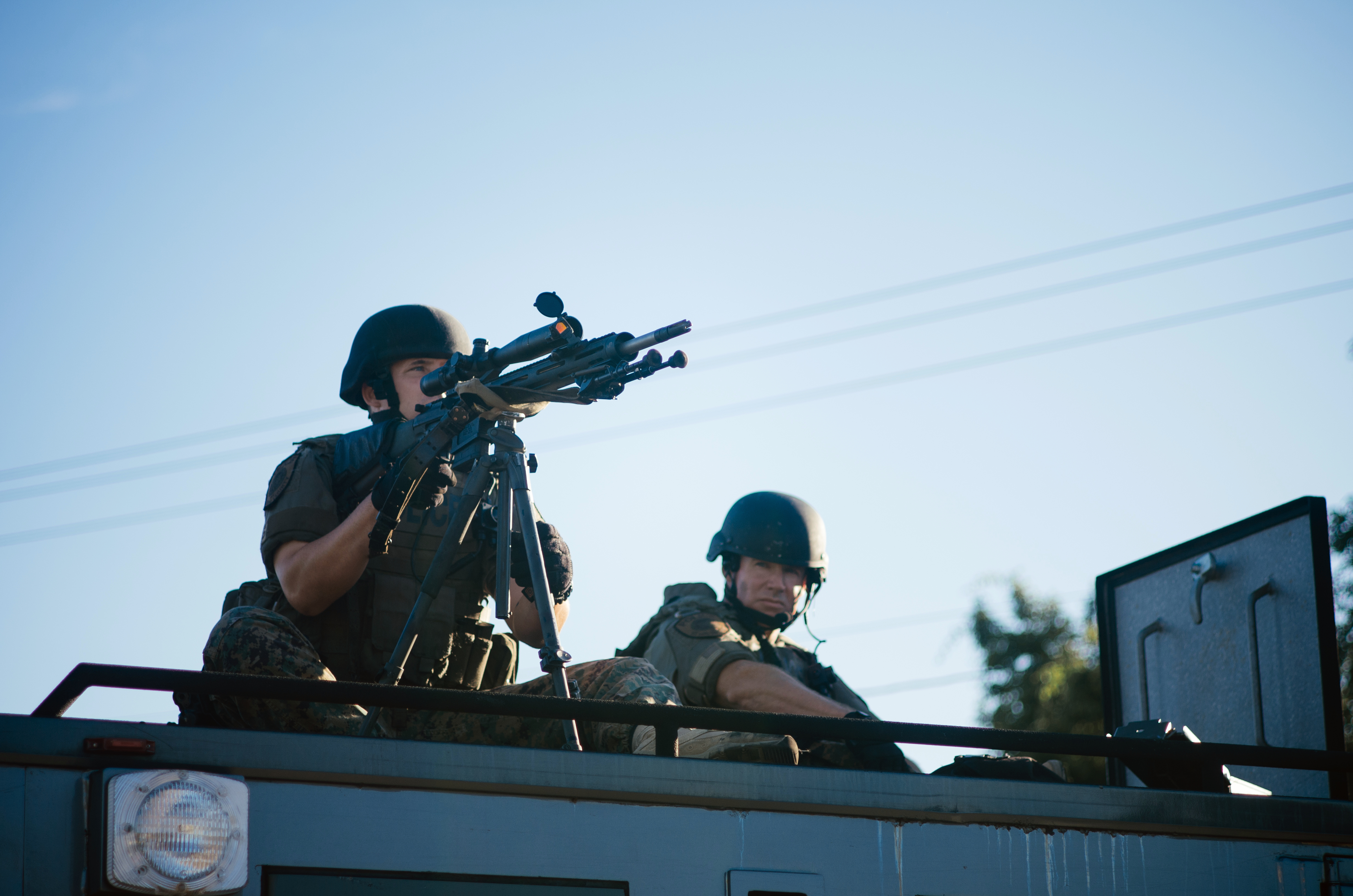
SWAT車両の上で武器を構える射撃手
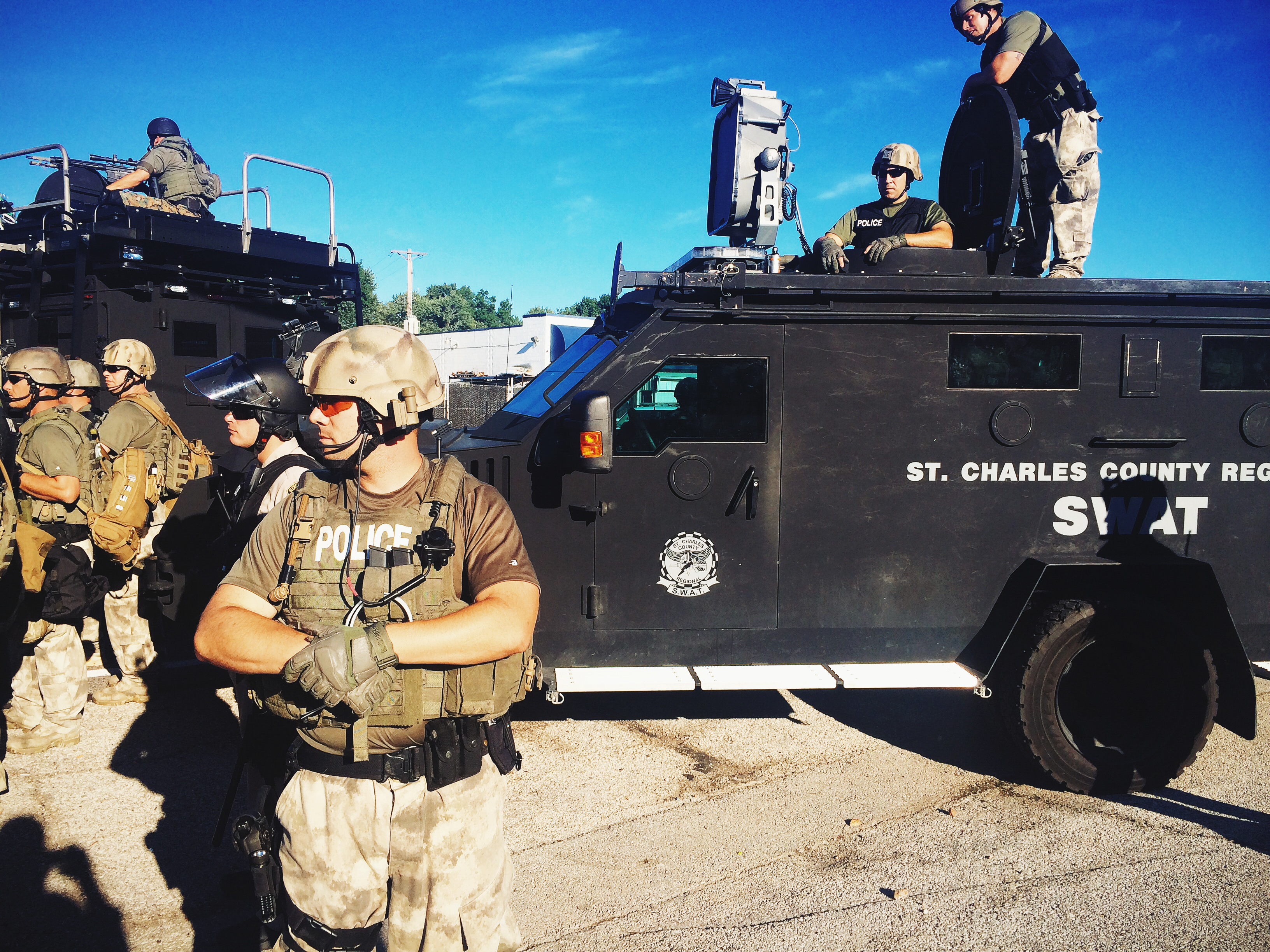
ファーガソンに到着したセントチャールズ郡のSWAT部隊
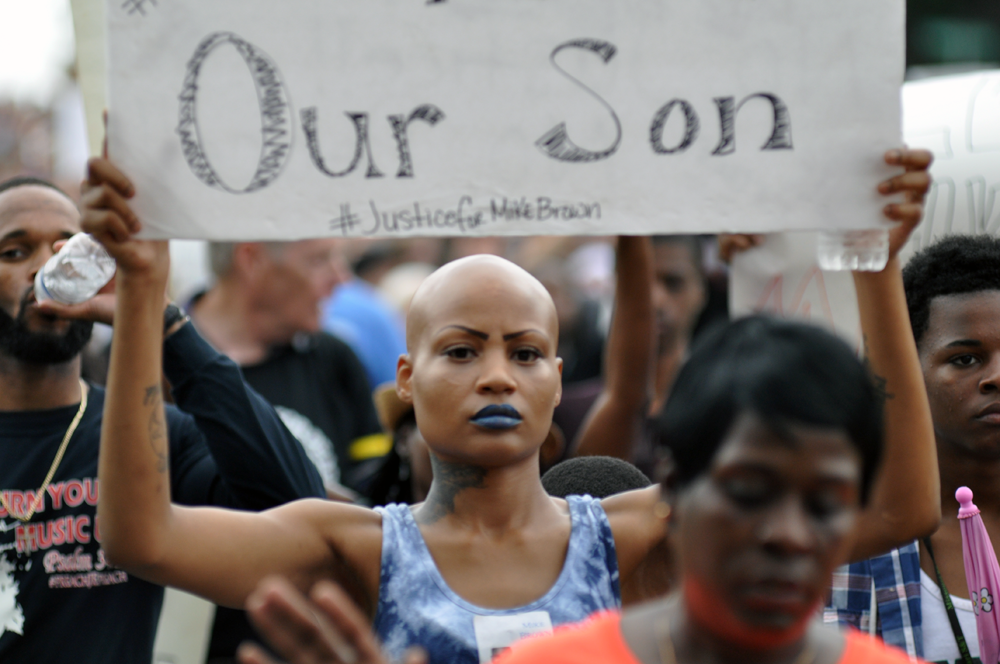
ファーガソンで標語を掲げる女性